# بید علفی چهارگوش
بید علفی چهارگوش، علف خر چهارگوش (نام علمی: Epilobium tetragonum) نام یک گونه (زیست‌شناسی) از سرده بید علفی است.